# Nyctelios
Nyctelios trata-se de uma deidade imaginário do universo mítico criado por H. P. Lovecraft. Outrora um Deus Ancião, Nyctelios foi punido por seus pares - especialmente Nodens - por ter criado uma raça de servidores sujos. Ele foi banido permanentemente do Olimpo dos Deuses Anciões e aprisionado sob o Mar Mediterrâneo oriental, perto da Grécia, em uma cidadela escura construída em basalto chamada Atheron. No entanto, a divindade exilada não está morta, mas apenas dormindo, e um dia ele se levantará novamente de seu abismo se manifestando como uma monstruosidade azul, de 6 metros de altura, semelhante a um ciclope, com a maior parte de seu corpo coberto inteiramente por vermes rastejantes.